# Josef Fischer (Manager)
Josef Fischer (* 11. Juli 1912 in Oberhausen; † 27. November 1978 in Essen) war ein deutscher Manager der Montanindustrie.

## Leben
Josef Fischer absolvierte nach dem Abitur zunächst eine kaufmännische Lehre bei der Demag und studierte im Anschluss Volkswirtschaft. Während des Zweiten Weltkrieges arbeitete er von 1940 bis 1945 als Prokurist bei der Waagner-Biro AG in Wien.
Nach seiner Rückkehr nach Deutschland wurde Fischer von den Alliierten mit der Entflechtung der Montanindustrie betraut und 1946 als Finanzdirektor der Deutschen Kohlen-Bergbau-Leitung (DKBL) zugeteilt. Daneben fungierte er bis 1954 in der Hauptrevision der Vereinigte Stahlwerke AG. Er wurde 1952 Vorstandsmitglied der ausgegliederten Altenessener Bergwerks-AG, wechselte 1957 in den Vorstand der Harpener Bergbau AG und von dort 1965 als Finanzvorstand zur Hoesch AG in Dortmund.
Fischer wurde 1973 als Nachfolger von Fritz Harders Vorstandsvorsitzender der Hoesch AG, die seit 1972 zusammen mit der Hoogovens unter dem Dachkonzern Estel zusammengefasst war. Bei der Holding bekleidete er den Posten des stellvertretenden Vorstandsvorsitzenden. Beide Funktionen hatte er bis zu seinem Eintritt in den Ruhestand 1976 inne. Seine Aufsichtsratsmandate bei verschiedenen Wirtschaftsunternehmen behielt er noch bis zu seinem Tod.
Josef Fischer war seit 1932 mit Martha Kückelhaus verheiratet. Er hatte drei Töchter und vier Söhne.